# Blackie Lawless
Pour les articles homonymes, voir Lawless.
Blackie Lawless (de son vrai nom Steven Edward Duren) est un musicien américain né le 4 septembre 1956, à Staten Island, à New York. Il est le chanteur et guitariste rythmique (anciennement bassiste) du groupe de heavy metal WASP.

## Biographie
Blackie Lawless a des origines irlandaises et françaises ; il a également des origines amérindiennes par sa mère (une danseuse professionnelle).
Blackie commence à s'intéresser à la musique à neuf ans ; il obtient sa première guitare un an plus tard et fonde son premier groupe appelé The Underside. À seize ans, Blackie joue avec le groupe Black Rabbit dans des bars locaux. Après avoir quitté le lycée, il travaille deux ans pour l'entreprise de construction de son père.

### Carrière musicale
En mai 1975, Blackie joue de la guitare pour les New York Dolls, et remplace Johnny Thunders durant deux concerts pendant leur passage en tournée en Floride. Après la tournée, il va en Californie avec Arthur Kane et fonde le Killer Kane Band (et compose Mr. Cool, une chanson devenue Cries in the night dans l'album The Last Command) où Blackie est chanteur. Son nom d'artiste est alors Blackie Goozeman. Un an plus tard, Kane retourne à New-York et Blackie décide de rester à Los Angeles.
En 1976, il forme Sister, qui est sûrement le premier groupe à utiliser le pentagramme comme logo. Randy Piper, plus tard dans WASP, est le second guitariste de Sister. Nikki Sixx (Mötley Crüe) est à la basse et Lizzie Grey à la guitare. Cette formation compose et enregistre beaucoup de chansons mais le résultat n'étant pas à la hauteur des attentes de chacun, le groupe se sépare.
Après l'échec de Sister, Blackie fonde son nouveau groupe, Circus Circus, en 1979 avec Randy Piper. Après le départ de Lizzie Grey en 1981, Nikki Sixx part en 1982 pour rejoindre (information erronée, Mötley Crüe a sorti son 1er album en 1981, Nikki avait déjà quitté Sister) Mötley Crüe. La même année, il forme WASP avec Chris Holmes à la guitare et Tony Richards à la batterie.

## WASP
WASP est un groupe de hard rock/heavy métal américain formé à Los Angeles en 1982. Ce groupe a connu ses heures de gloire dans les années 1980. De nos jours, ils continuent à sortir des albums et à faire des tournées. WASP s'est fait connaître grâce ses paroles controversées et ses concerts choquants tout droit dans la lignée de Kiss et Alice Cooper mais aussi grâce à des ballades comme Sleeping in the Fire au solo mythique ou l'album d'opéra rock The Crimson Idol avec les titres Chainsaw Charlie ou The Great Misconceptions of Me.
WASP fut aussi la cible de nombreuses attaques du Parents Music Resource Center (PMRC) mené par Tipper Gore. Le groupe a immortalisé son combat contre ce groupe de pression dans la chanson Harder, Faster de l’album Live…In the Raw. Blackie Lawless est le seul membre permanent de ce groupe qui a connu de nombreux changements de line up.